# Arachnographa micrastrella
Arachnographa micrastrella är en fjärilsart som beskrevs av Edward Meyrick 1883. Arachnographa micrastrella ingår i släktet Arachnographa och familjen praktmalar, Oecophoridae. Inga underarter finns listade i Catalogue of Life.

## Bildgalleri

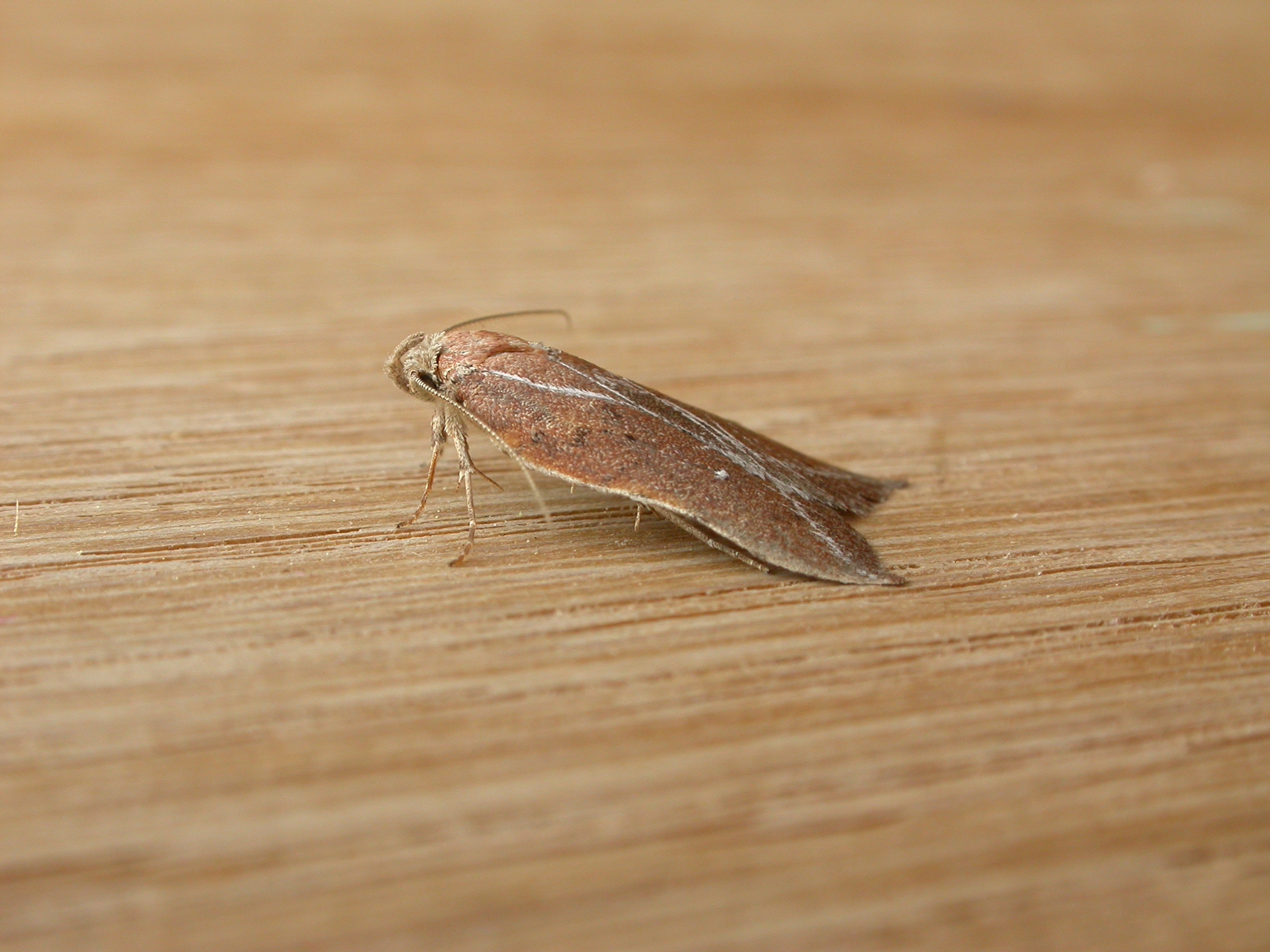